# Ornitina
L'ornitina és un aminoàcid dibàsic, sintetitzat en els mitocondris com a producte del glutamat. Es forma per acetilació d'un grup amino, fosforilació i reducció del derivat acetilat de N-acetilglutàmic-γ-semialdehid. Una transaminació subseqüent produeix α-N-acetilornitina que en alliberar el grup acetil, forma l'ornitina. Aquesta es pot incorporar al cicle de la urea per formar citrul·lina. A més a més, és el precursor de la poliamina putrescina i de l'arginina. La seva degradació té lloc mitjançant el semialdehid glutàmic, fent servir la mateixa via que la prolina i l'àcid glutàmic.

## Funcions
- Reparació i construcció muscular: l'ornitina pot estimular l'alliberament de l'hormona del creixement que s'associa amb una taxa augmentada de síntesi de teixit muscular. A través de la seva conversió en arginina, l'ornitina pot potenciar el transport i emmagatzemament de nitrogen en el teixit muscular, així com millorar l'energia muscular mitjançant la influència sobre la producció de creatina-fosfat.
- Protecció hepàtica: l'ornitina i l'arginina converteixen l'amoníac, una de les principals toxines hepàtiques, en urea.
- Cicatrització de ferides: la investigació demostra que l'arginina, que pot augmentar com a resultat dels suplements d'ornitina, potencia la síntesi de col·lagen i accelera la reparació del dany tissular resultant de cirurgia.
- Estimulació del sistema immunitari: l'arginina, resultant de la conversió de l'ornitina, pot protegir el tim (la principal glàndula de la immunitat) davant el mal, així com ajudar en l'activitat de les cèl·lules T.

## Paper en el cicle de la urea
La L-ornitina és un dels productes de l'acció de l'enzim arginasa sobre la L-arginina, creant urea. Per tant, l'ornitina és una part central del cicle de la urea, que permet utilitzar-ne o eliminar-ne l'excés. L'ornitina pot ser reciclada i pot actuar com a catalitzador. En primer lloc, l'amoni es converteix en fosfat de carbamoil (fosfat-CONH2), que crea la meitat de la urea. L'ornitina es converteix en un derivat de la urea degut a l'acció del fosfat de carbamoil que afegeix un nitrogen en l'extrem δ (terminal). En segon lloc, un altre nitrogen és afegit per l'aspartat produint, gràcies al fumarat deshidrogenat, l'arginina (un compost de guanidina) la qual tornarà a hidrolitzar-se en forma d'ornitina per tal de formar urea. L'ornitina no és un aminoàcid codificat per DNA i, per tant, no està involucrat en la síntesi de proteïnes. Tanmateix, en els teixits no hepàtics dels mamífers, la funció principal del cicle de la urea és la síntesi d'arginina. Es creu que no és part del codi genètic perquè els polipèptids que contenen ornitines no protegides pateixen una espontània lactamització.

## Altres efectes
Intervé en la malaltia per deficiència d'ornitina carbamoiltransferassa que és un trastorn hereditari del cicle de la urea associat amb una deficiència de l'enzim ornitina carbomoiltransferassa, transmès com un tret lligat al sexe i que es caracteritza per l'elevació d'aminoàcids i d'amino en el sèrum. Les característiques clíniques més importants apareixen en els homes i inclouen convulsions, alteracions de la conducta, vòmits episòdics, letargia i coma. [2]
L'ornitina a través de l'acció de l'ornitina descarboxilasa (E.C. 4.1.1.17), és el punt d'inici per la síntesi de les poliamines com la putrescina. En bacteris, com l'E. Coli, l'ornitina pot ser sintetitzada a partir de L-glutamat.

## Ús farmacéutic
Derivats d'ornitina s'utilitzen com medicaments.